# Megami Tensei
Megami Tensei (女神転生?, lett. "La reincarnazione della Dea"), abbreviato non ufficialmente in MegaTen (メガテン?), è una serie di videogiochi di ruolo giapponesi, originariamente ispirati alla serie di romanzi Digital Devil Story di Aya Nishitani (il nome della serie proviene dal primo dei romanzi). I titoli della serie sono stati pubblicati a partire dal 1987 dalla Atlus, a eccezione di quelli per Famicom, pubblicati dalla Namco.

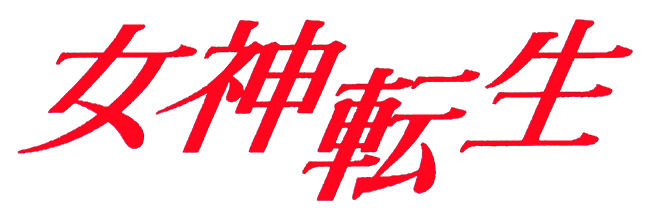
Logo originale

Anche se la maggior parte hanno una storia indipendente, i videogiochi della serie Megami Tensei hanno molti elementi in comune fra loro. La mitologia e i demoni sono elementi dominanti in ogni capitolo della serie, in genere dando ai giocatori la possibilità di reclutare i demoni nelle battaglie. Altri elementi comuni includono il gameplay e i temi della trama.
I giochi della serie Megami Tensei hanno incontrato grande favore da parte del pubblico e della critica, e la serie è conosciuta in Giappone come la terza per importanza fra i videogiochi di ruolo, dopo Dragon Quest e Final Fantasy. Non tutti i titoli della serie tuttavia sono stati pubblicati al di fuori del Giappone.

## Storia
Il primo gioco della serie, Digital Devil Story: Megami Tensei, è basato sul romanzo omonimo dell'autore esordiente Aya Nishitani e venne pubblicato in Giappone per la console Famicom nel 1987. La Atlus acquisì tramite la Namcot (editrice del gioco) la licenza per sviluppare una trasposizione ufficiale del romanzo, che stava avendo un certo successo tra gli appassionati di fantascienza. Megami Tensei ("La reincarnazione della dea") è il primo libro della trilogia di Digital Devil Story, composta anche da Mazu no Senshi ("Il guerriero della città dei demoni") e Tensei no Shūen ("Il decesso della resurrezione"); i libri uscirono solo in Giappone e il primo è stato adattato anche in un OVA.
Il videogioco non è in realtà il primo che sia stato tratto dal romanzo; poco prima, lo stesso anno, la Telenet Japan pubblicò Digital Devil Monogatari: Megami Tensei per gli home computer MSX, FM-7, Sharp X1 e PC-88, un titolo molto diverso, sostanzialmente un clone di Gauntlet con elementi di ruolo, che si fece notare poco.
Digital Devil Story: Megami Tensei è ambientato in un mondo travolto da una improvvisa invasione di demoni e riprende la storia dalla conclusione della trilogia cartacea. Mescolò con successo esplorazione di labirinti in tempo reale, combattimenti a turni, tematiche occulte e adulte, una propria mitologia che unisce varie religioni e la possibilità di persuadere i mostri avversari a schierarsi con il giocatore; quest'ultima in particolare era una funzionalità rivoluzionaria per l'epoca. Il videogioco ottenne il deciso apprezzamento della critica e del pubblico.
Il seguito, Megami Tensei II (Famicom, 1990), si discostò dalla storia dei romanzi e realizzò una trama inedita, con finali alternativi.
A partire da Megami Tensei II, Kazuma Kaneko divenne il principale responsabile della progettazione concettuale e del comparto artistico della serie, facendosi notare per la caratterizzazione di ogni creatura e per la cura nei particolari.
I primi due giochi sono gli unici della serie ad avere solo Megami Tensei nel titolo. Kyuuyaku Megami Tensei (旧約・女神転生?) è il titolo del remake per Super Famicom dei primi due MegaTen. In seguito la serie di punta è diventata la serie Shin Megami Tensei (真・女神転生?), traducibile come "La reincarnazione della vera Dea". Lo Shin in questo caso è un gioco di parole con lo shin (新?) che vuol dire "nuovo" ed è un prefisso utilizzato di solito per indicare un'evoluzione rispetto al passato. In seguito Shin Megami Tensei è diventato il sottotitolo di tutti gli adattamenti occidentali dei titoli della serie Megami Tensei, anche quando non presente sulle copertine giapponesi.
Altri giochi inclusi nella serie Shin Megami Tensei includono Shin Megami Tensei II per Super Nintendo, pubblicato nel 1994, Shin Megami Tensei if..., sempre per Super Nintendo nel 1994, Shin Megami Tensei III: Nocturne (2003) per PlayStation 2, Shin Megami Tensei: Strange Journey (2009) per Nintendo DS, e il MMORPG Shin Megami Tensei: IMAGINE (2008), dove i giocatori assumono il ruolo di un Devil Buster in una apocalittica Tokyo.
Shin Megami Tensei: Nocturne (2004) per PlayStation 2, una versione migliorata di Shin Megami Tensei III, è stato il primo titolo di Shin Megami Tensei pubblicato anche al di fuori del Giappone, preceduto solo da alcuni spin-off tradotti in inglese, come Revelations: Persona e Revelations: The Demon Slayer. Un probabile freno alla diffusione internazionale della serie furono le tematiche controverse: specialmente nella serie principale, molti pantheon religiosi sono raffigurati in modo negativo, con le divinità sempre intente a imporre la propria volontà. Yahweh in particolare, riferito sempre con la forma ebraica YHWH, viene rappresentato come l'opposto del libero arbitrio e pretende fedeltà assoluta da tutti gli esseri delle dimensioni che domina.
La serie, diramatasi in varie serie spin-off come Persona, Devil Summoner o Last Bible e ancora attiva negli anni 2020, vanta un numero complessivo particolarmente elevato di titoli sul mercato, tanto principali quanto secondari.

## Videogiochi
Serie originale
- Digital Devil Story: Megami Tensei (1987)
- Digital Devil Story: Megami Tensei II (1990)
- Kyuuyaku Megami Tensei (1995)

Serie  Shin Megami Tensei
- Shin Megami Tensei (1992)
- Shin Megami Tensei II (1994)
- Shin Megami Tensei if... (1994)
- Shin Megami Tensei III: Nocturne (2003)
- Shin Megami Tensei III: Nocturne Maniax (2004)
- Shin Megami Tensei: Strange Journey (2009)
- Shin Megami Tensei IV (2013)
- Shin Megami Tensei IV: Apocalypse (2016)
- Shin Megami Tensei: Strange Journey Redux (2017)
- Shin Megami Tensei V (2021)

Serie Digital Devil
- Shin Megami Tensei: Digital Devil Saga (2004)
- Shin Megami Tensei: Digital Devil Saga 2 (2005)

Serie Devil Summoner
- Shin Megami Tensei: Devil Summoner (1995)
- Devil Summoner: Soul Hackers (1997)
- Soul Hackers 2 (2022)

Serie Raidou Kuzunoha
- Shin Megami Tensei: Devil Summoner: Raidou Kuzunoha vs. The Soulless Army (2006)
- Shin Megami Tensei: Devil Summoner 2: Raidou Kuzunoha vs. King Abaddon (2008)

Serie Persona
- Revelations: Persona (1996)
- Persona 2: Innocent Sin (1999)

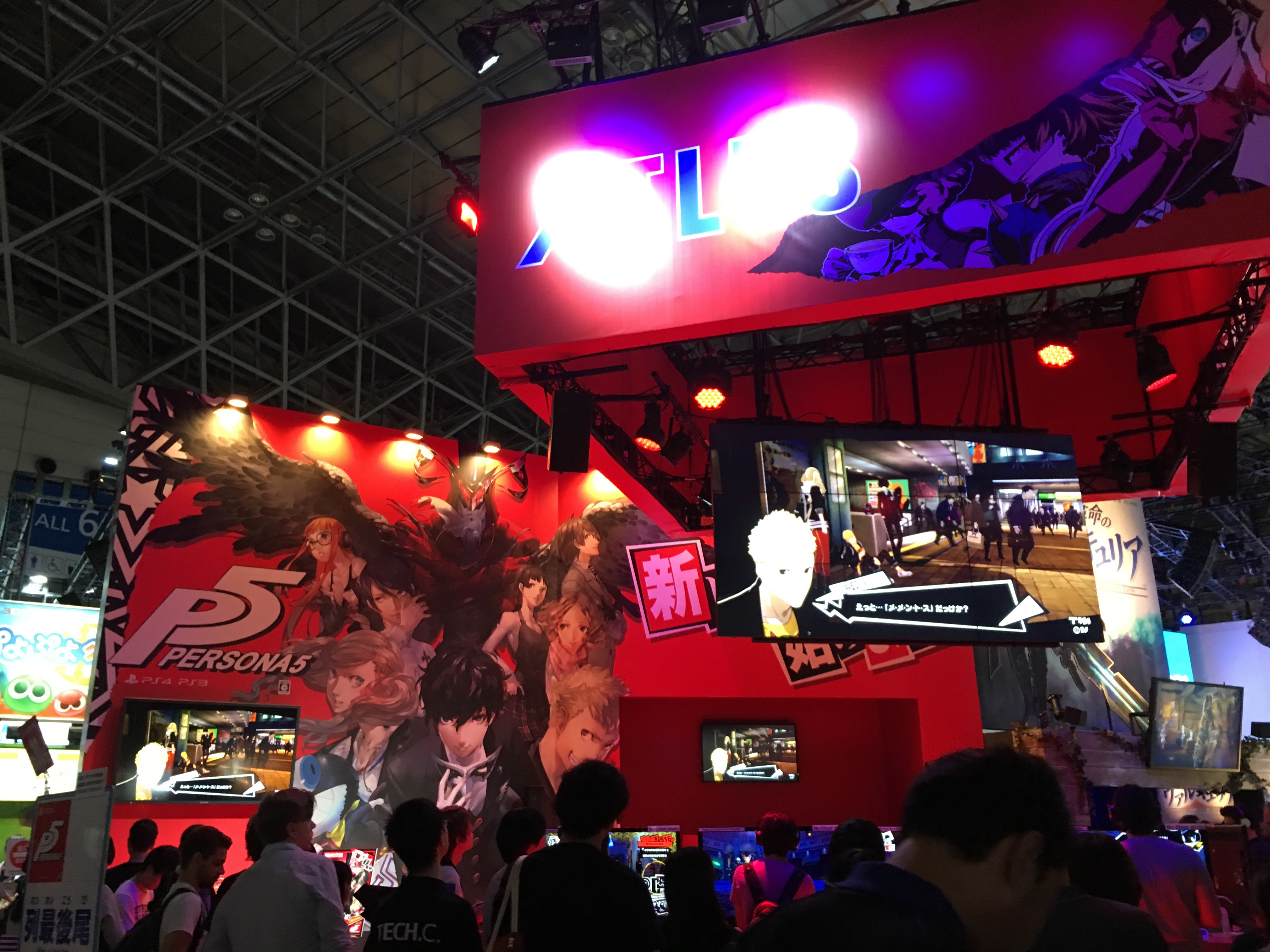
Persona 5 al Tokyo Game Show 2016

- Persona 2: Eternal Punishment (2000)
- Shin Megami Tensei: Persona 3 (2006)
- Persona 3 FES (2007)
- Shin Megami Tensei: Persona 4 (2008)
- Persona 3 Portable (2009)
- Persona 4 Golden (2012)
- Persona 5 (2016)
- Persona 5 Royal (2020)
- Persona 5 Strikers (2020)
- Persona 5 Tactica (2023)
- Persona 3 Reload (2024)
- Persona 4 Revival (TBA)

Serie DemiKids
- Devil Children: Red Book/Black Book (2000)
- Devil Children: White Book (2001)
- DemiKids: Light Version/Dark Version (2002)
- Devil Children: Book of Fire/Book of Ice (2003)
- Devil Children: Messiah Riser (2004)

Spin-off
- Devil Children: Card Summoner (2001)
- Devil Children: Puzzle de Call (2003)

Serie Last Bible
- Revelations: The Demon Slayer (1992)
- Megami Tensei Gaiden: Last Bible II (1993)
- Another Bible (1995)
- Last Bible III (1995)
- Last Bible Special (1995)

Serie Majin Tensei
- Majin Tensei (1994)
- Majin Tensei II: Spiral Nemesis (1995)
- Ronde (1997)
- Majin Tensei Blind Thinker (2007)

Altri giochi
- Jack Bros. (1995)
- Giten Megami Tensei: Tōkyō Mokushiroku (1997)
- Shin Megami Tensei: NINE (2002)
- Shin Megami Tensei Pinball: Judgment (2006)
- Aegis: The First Mission (2007)
- Shin Megami Tensei Online: Imagine (2008)
- Shin Megami Tensei: Devil Survivor (2009)
- Shin Megami Tensei: Devil Survivor 2 (2011)
- Shin Megami Tensei: Devil Survivor Overclocked (2011)
- Shin Megami Tensei: Devil Survivor 2 Record Breaker (2015)

## Elementi comuni

### Trama e temi
La serie Megami Tensei si distingue tra gli altri videogiochi di ruolo giapponesi perché evita le impostazioni e gli elementi tipicamente cappa e spada tipici di questo genere. I giochi della serie MegaTen normalmente si svolgono nel Giappone attuale o in un futuro prossimo e ruotano attorno a elementi di occulto con contaminazioni cyberpunk.
Il "Digital" riportato nel titolo esteso dei primi giochi è un riferimento al tragico evento che ha condotto nel nostro mondo un'orda di creature extradimensionali: un programma informatico di evocazione sfuggito al controllo dell'autore.
Megami Tensei in italiano vuol dire "La reincarnazione della Dea" e infatti l'eroina del primo gioco è effettivamente la reincarnazione della dea Shinto Izanami. Nonostante il mantenimento di questo titolo, tale elemento della trama non è presente nella maggior parte degli altri giochi della serie, anche se ci sono sempre personaggi che potrebbero essere considerati delle divinità.
Ogni gioco nella serie contiene un qualche tipo di comunicazione fra i personaggi umani e i personaggi demoniaci, e al giocatore è spesso data la possibilità di convincere i demoni a unirsi a loro nella battaglia. Questo sottolinea l'ambigua etica di fondo dell'ambientazione, dove il bene e il male non si distinguono in maniera netta.
Inoltre, al giocatore è spesso richiesto di fare delle scelte morali o filosofiche che influenzeranno la linea narrativa del gioco e il finale.
I percorsi morali sono di solito articolati in tre orientamenti basilari: la Legge, il Caos e la Neutralità. Non c'è una via migliore tra le tre, tutte con il proprio rischio di degenerare, ma di solito i finali neutrali sono quelli considerati canonici.
I giochi MegaTen fanno ampio riferimento alla mitologia: sono presenti nelle storie dei vari titoli divinità e creature della mitologia romana e greca, norrena, celtica, cristiana, egiziana, cinese, hindu e giapponese.

### Modalità di gioco
Nella serie Megami Tensei il giocatore controlla un gruppo di personaggi, che include esseri umani, demoni o entrambi. Caratteristica preminente di tutti i titoli, in misura variabile, è che il protagonista ha capacità fisiche e psichiche limitate, e per compensare può ricorrere alle specializzazioni dei suoi compagni. I nemici sono tipicamente incontrati casualmente nel corso dell'avventura, e molti giochi della serie hanno una visuale in prima persona. I giocatori potranno impartire comandi durante la battaglia a ogni membro del gruppo, come spesso accade nei videogiochi di ruolo a turni. Sebbene la maggior parte dei giochi della serie sia basata sul sistema a turni, i titoli Majin Tensei e Devil Survivor si basano sulla meccanica dei videogiochi di ruolo tattici.
I nemici della serie vengono normalmente chiamati con il termine akuma (悪魔? "diavolo" o "demone"). Una caratteristica saliente della serie è che il giocatore può convincere gli akuma a passare dalla propria parte, facendoli diventare nakama (仲魔?) – "demoni amichevoli", un omofono per "compagno" (仲間?). È anche possibile fondere insieme più nakama per creare un altro nakama ancora più potente e, similarmente, potenziare gli armamenti fondendoli con gli akuma.
Per convincere le creature ad allearsi o aiutare in altro modo il protagonista bisogna tipicamente trovare le giuste opzioni di dialogo o i giusti doni da elargire, sfide che rappresentano quasi un gioco a sé stante.
La varietà di demoni reclutabili è fondamentale per avere successo nel gioco, poiché presentano differenti vantaggi e debolezze nelle varie situazioni.
La loro potenza individuale inoltre incide sul consumo di una risorsa, la cosiddetta magnetite, la cui esauribilità impone al giocatore di schierare un numero limitato di alleati mostruosi in ogni combattimento.
Mentre il progresso dei personaggi è regolato gradualmente dall'esperienza, i mostri si potenziano invece solo con le fusioni sopra citate, che si svolgono in un preciso luogo, fisico o virtuale, chiamato in vari modi come Jakyō no Yakata ("Cattedrale delle Ombre") o Velvet Room ("Stanza di velluto") nella sottoserie Persona. I sistemi di combinazione delle creature sono relativamente complessi, e i risultati sono influenzati da molti fattori come le fasi lunari.
La serie nel complesso presenta un grande assortimento di stili di gioco. Tra questi, le originali serie Megami Tensei e Shin Megami Tensei adottano esplorazione con visuale in prima persona e combattimenti a turni, una meccanica resa popolare dalla serie Wizardry, che fu particolarmente influente in Giappone. La sottoserie Persona si concentra maggiormente sulla storia e sulla caratterizzazione dei personaggi. La sottoserie di Majin Tensei propose un innovativo approccio strategico, poi evoluto nella sottoserie Devil Survivor.

## Altri media e merchandise
Intorno alla serie si è generato anche un ampio merchandise di grande successo, fatto di action figure, manga, giochi di ruolo e carte da gioco. Sono inoltre stati prodotti due OAV e tre serie televisive basate sui romanzi Digital Devil Story e sui videogiochi Megami Tensei, in particolar modo  Persona e Devil Children.
Un sequel animato di Persona 3 intitolato Persona -trinity soul- è stato trasmesso in Giappone nel gennaio 2008 per ventisei episodi. Ambientato dieci anni dopo gli eventi del gioco, l'anime vede Akihiko, uno dei protagonisti del gioco, come personaggio secondario nell'anime. Esiste anche un adattamento manga di Persona 3, scritto e illustrato da Shūji Sogabe, e pubblicato mensilmente su Dengeki Maoh. Anche Persona 4 ha generato un adattamento manga, sempre realizzato da Shūji Sogabe, la cui serializzazione è iniziata nel 2008.